# Aeroportul Vallegrande
Aeroportul Vallegrande (IATA: VAH, ICAO: SLVG) este un aeroport din Santa Cruz, Bolivia ce deservește zona Vallegrande⁠(d). A fost numit după zona deservită.
Situat la o altitudine de 1.997 m, aeroportul dispune de o singură pistă.